# Eddie Brown (cầu thủ bóng đá)
Edward Alfred Cecil Henry Brown (4 tháng 10 năm 1927 – 4 tháng 4 năm 1996) là một tiền đạo trung tâm bóng đá người Anh thi đấu ở Football League cho Aldershot.